# Dyptyk:Ukrzyżowanie i Sąd Ostateczny
Ukrzyżowanie i Sąd Ostateczny (niderl. Diptiek met kruisiging en laatste oordeel) – dyptyk autorstwa  niderlandzkiego malarza Jana van Eycka

## Opis
Tematami dyptyku są sceny Ukrzyżowania z Nowego Testamentu, przedstawiona na tle Jerozolimy oraz Sąd Ostateczny.
Ukrzyżowanie przepełnione jest postaciami, które nie występowały w nowotestamentowej wersji. Tłoczą się one wokół krzyża, część z nich dosiada koni. Na głowie wielu z nich nosi egzotyczne nakrycia, spogląda na umierającego Chrystusa lub na towarzyszy. Na wielu twarzach van Eyck namalował uśmiechy. W dolnej części widoczna jest pogrążona w smutku rodzina Jezusa. W błękitnej szacie ukazana jest Maria pocieszana przez św. Jana. W zielonej szacie przedstawiona jest zrozpaczona Maria Magdalena. Pod belką krzyża złoczyńcy ukrzyżowanego po lewej stronie Jezusa artysta uwiecznił Księżyc w fazie ubywania, między pełnią a ostatnią kwadrą. Jest to pierwsze w sztuce europejskiej w pełni realistyczne przedstawienie ziemskiego satelity, z wyraźnym odwzorowaniem mórz księżycowych.
Na prawej części dyptyku widoczna jest scena sądu ostatecznego podzielona idąc od góry na niebo, ziemię i piekło. W centralnym miejscu w niebie znajduje się Chrystus w majestacie z pięcioma świetlistymi ranami. Obok Jezusa fruwają anioły dmące w trąby. Po bokach klęczą Maria i św. Jan Chrzciciel wznoszący modły w intencji ludzkości. Poniżej siedzi dwunastu apostołów a między nimi jest chór dziewic. Na szacie Jezusa znajduje się inskrypcja Venite benedici patris mei (Pójdźcie, błogosławieni Ojca mojego, Mt 25,34). Po lewej stronie inni aniołowie gromadzą dusze sprawiedliwych duchownych, a po prawej władców świeckich.
W środkowej części przedstawiony jest koniec ziemskiego świata i zmarli wstający z grobów w ziemi i wodzie, odpowiednio po lewej i prawej stronie archanioła.
W dolnej części przedstawione zostało piekło, w którym główna rolę gra Archanioł Michał, ze skrzydłami śmierci, ubrany w zbroje i wznoszący miecz. Jego zadaniem jest potępienie i zesłanie grzesznych dusz w otchłanie piekielne. Postać Michała Archanioła była często przedstawiana w malarstwie w kontekście potępienia dusz, jako ich sędziego. Na skrzydłach Archanioła widnieje zdanie zaczerpnięte z Ewangelii Mateusza, Idźcie precz ode Mnie, przeklęci, w ogień wieczny, przygotowany diabłu i jego aniołom (Mt 25, 41). Wśród potępionych znajdują się sylwetki biskupów wyróżnione mitrami.
Na ramie dyptyku znajdują się cytaty biblijne pochodzące z Apokalipsy Jana z wizją Sądu Ostatecznego: I morze wydało zmarłych, co w nim byli, i Śmierć, i Otchłań wydały zmarłych, co w nich byli, i każdy został osądzony według swoich czynów (Ap 20:13).